# Elias Broomberg
Elias « Elly » Broomberg (23 décembre 1915 - 4 novembre 1977) est un homme d’affaires et homme politique rhodésien d’origine sud-africaine.
Né et élevé à Johannesburg, il émigre en Rhodésie du Sud en 1956 où il cofonde une entreprise textile à Bulawayo. Élu pour la première fois au Parlement en 1970, il est nommé ministre du Commerce et de l’Industrie par le Premier ministre Ian Smith en 1974.
Deux ans plus tard, il devient ministre de l’Information, de l’Immigration et du Tourisme. Il choisit de ne pas se représenter en 1977 et, après avoir quitté le Parlement et le cabinet, il meurt la même année.

## Jeunesse et carrière
Elias «Elly» Broomberg naît le 23 décembre 1915 à Johannesburg en Afrique du Sud. Fils de Joseph Louis et Fanny Broomberg, il grandit dans une famille juive. Il fait ses études à la Forest High School de Johannesburg. Durant la Seconde Guerre mondiale, il sert dans la Brigade nationale des volontaires de l’armée sud-africaine.
Après la guerre, Broomberg se lance dans les affaires et s’engage activement dans plusieurs organisations civiques. De 1946 à 1956, il préside le Cotlands Babies Sanctuary. Parallèlement, il assume la présidence du Southern Communal Centre Building Fund de 1948 à 1956, du Coordinating Council of Southern Suburbs Vigilance Associations de 1954 à 1956, ainsi que de la Queenshaven Coronation Foundation (Southern Committee) de 1955 à 1956. En 1956, il est nommé au conseil d’administration de l’hôpital South Rand de Johannesburg, mais démissionne rapidement lorsqu’il décide d’émigrer.
En 1956, Broomberg émigre en Rhodésie du Sud et s’installe à Bulawayo. La même année, il cofonde avec un partenaire commercial Sentex Weaving Mills, une petite entreprise textile comptant huit usines de tissage et un effectif de 14 personnes. Il occupe également des postes de direction dans plusieurs autres sociétés, notamment Coys, Merlin Limited, la Trans-Ocean Import Corporation, l’UDC de Rhodésie, Freecor Limited et United Refineries,. 
De 1958 à 1960, puis de 1966 à 1969, il préside l’Association des fabricants de textiles d’Afrique centrale,,. 
En Rhodésie, il joue aussi un rôle important dans diverses associations civiques : il est président du Lions Club de Bulawayo, président national du Conseil pour les aveugles, vice-président de la Société de Rhodésie pour les aveugles et les handicapés physiques, ainsi que président du Centre de réadaptation King George VI pour les enfants aveugles et handicapés physiques.

## Parcours politique
En 1970, Broomberg se présente candidate aux législatives avec le Front rhodésien pour la circonscription de Bulawayo Est,. Il remporte l’élection avec 65% des voix, battant ainsi Arthur Sarif, vice-président du Parti du centre. Lors des élections de 1974, il est réélu avec 67% des voix face à Jurick Goldwasser, candidat modéré du Parti de la Rhodésie, qui obtient 33 %.  
Par la suite, Ian Smith l’intègre dans son cabinet en tant que ministre du Commerce et de l’Industrie,. 
À ce poste, Broomberg joue un rôle central dans les efforts visant à contourner les sanctions imposées à la Rhodésie. Il tente également d’instaurer un contrôle des prix, une initiative qui rencontre une forte opposition de la part du secteur des affaires rhodésien.
Le 11 novembre 1974, il est décoré membre de la Légion du Mérite.
En 1976, Ian Smith réorganise son cabinet et nomme Broomberg ministre de l'Information, de l'Immigration et du Tourisme. En tant que ministre de l'Information, il supervise la Rhodesian Broadcasting Corporation, principal porte-parole du gouvernement. Comme ministre de l'Immigration, il tente, en grande partie sans succès, de freiner le départ des émigrants blancs de Rhodésie. Il crée une section au sein du Département de promotion de l'immigration chargée d'envoyer à chaque émigrant blanc une lettre pour comprendre ses raisons de partir et tenter de le convaincre de rester. 
Broomberg quitte le cabinet en 1977 décidant de ne pas être candidat aux élections parlementaires. Il est remplacé au poste de ministre de l'Information, de l'Immigration et du Tourisme par PK van der Byl, alors ministre des Affaires étrangères. Il meurt le 4 novembre 1977, et est inhumé au cimetière juif de Bulawayo. 

## Vie privée
Broomberg se marie  Fay Golub le 25 décembre 1939. Ils ont trois fils et résident d’abord à Clark Road, puis à Selbourne Avenue à Bulawayo. Pendant son temps libre, il apprécie le golf, le tennis et la peinture, et il est membre de plusieurs clubs, notamment le Bulawayo Golf Club, le Parkview Sports Club ainsi que les country clubs Wietzman et Reading. 
Broomberg est un juif pratiquant, sioniste et un membre actif de la congrégation hébraïque de Bulawayo,, .

## Prix et distinctions
- Membre de la Légion du Mérite de Rhodésie, division civile [16] (décernée le 11 novembre 1974) [17]

### Note
- (en) Cet article est partiellement ou en totalité issu de l’article de Wikipédia en anglais intitulé « Élias Broomberg » (voir la liste des auteurs).